# زعفران (بشاريات الغربي)
زعفران (بالفارسية: زعفران) هي قرية تقع في إيران في قسم بشاریات الغربي الریفي. يقدر عدد سكانها بـ 241 نسمة .